# Річковий поріг

Пороги на річці Мизунка

Річкові́ поро́ги — мілководні кам'янисті ділянки річища, що характеризуються перепадом висот і значною швидкістю течії.

## Генезис
Утворюються в місцях перетину річкою тривких до розмиву порід, нагромадження валунів, продуктів гірських обвалів тощо. Іноді пороги є залишками водоспадів. Найчастіше трапляються на гірських річках. 

## Відомі
Великі пороги відомі на річках Замбезі, Конго, Нігері, Рейні та багатьох інших. 

## В Україні
В Україні пороги є на річках Карпат та Криму, а також на рівнинних річках у місцях перетину ними Українського щита — на Південному Бузі, Случі, Тетереві, Росі, Інгульці та інших. Пороги утруднюють судноплавство, в обхід їх прокладають обвідні канали або споруджують греблі, які створюють підпір води і затоплюють пороги, як наприклад це сталося з Дніпровими порогами.
Якщо каміння й скелі перетинають частину течії, вони називаються заборами (в однині — забора), якщо всю річку — порогами.